# Eldon Edwards
Eldon Lee Edwards (n. 8 iunie 1909, Georgia, SUA – d. 1 august 1960, Atlanta, Georgia, SUA) a fost lider al organizației Ku Klux Klan între 1950-1960.

## Biografie
Edwards a muncit într-o vopsitorie auto din Atlanta, Georgia înainte să-și înființeze propria sa organizație - U.S. Klans, Knights of the Ku Klux Klan - în 1955. Aceasta avea 15.000 de adepți în nouă state americane. Edwards a fost intervievat de către Mike Wallace pe 5 mai 1957.
Acesta a încetat din viață în Atlanta pe 1 august 1960, în urma unui infarct. În ultima sa apariție publică, acesta a declarat că „dreptul nostru de a ne organiza primează asupra dreptului la organizare pe care îl au comuniștii și NAACP” și a adăugat că „noi, oamenii albi, suntem moștenitorii acestei țări. Nu avem de gând să o cedăm”.